# Rudolf Rothe
Rudolf Ernst Rothe (Berlim, 15 de outubro de 1873 — Berlim, 26 de outubro de 1942) foi um matemático alemão.

## Publicações
- Darstellende Geometrie des Geländes, Mathematisch-Physikalische Bibliothek Bd. 35/36, Teubner 1919
- Höhere Mathematik für Mathematiker, Physiker und Ingenieure, Teil 1-6, Teubner, zuerst 1925 (Neuauflage in den 1960er Jahren durch Istvan Szabo)
- Funktionentheorie und ihre Anwendung in der Technik, Springer 1931 (englische Übersetzung MIT Press 1933, Dover 1961) Aufsätze von Rudolf Ernst Rothe
- Differentialgeometrie, De Gruyter 1937
- mathematischer Abschnitt des Ingenieurtaschenbuches "Hütte" mehrere Jahrgänge in der 1930er Jahren
- Untersuchungen über die Theorie der isothermen Flächen, Dissertation, Mayer und Müller, Berlin 1897
- Untersuchungen über die geodätische Abbildung zweier Flächen konstanten Krümmungsmaßes aufeinander, Journal für die reine und angewandte Mathematik, Band 132, 1907, S. 36
- Anwendungen der Vektoranalysis auf die Differentialgeometrie, Jahresbericht DMV, Band 21, 1912, S. 249